# Limnophila (Limnophila) casta
Limnophila (Limnophila) casta is een tweevleugelige uit de familie steltmuggen (Limoniidae). De soort komt voor in het Australaziatisch gebied.